# Травматична зброя
Травматична зброя (в побуті травмат) — неформальна назва для певних видів зброї самооборони, зброї несмертельної (нелетальної) дії.
Контролювати ступінь ураження внаслідок застосування травматичної зброї на малих відстанях майже неможливо. Вона або занадто велика або надзвичайно мала.

## Травматична зброя в Україні

### Законодавство
З 1999 року в окрему категорію винесені патрони та пристрої для них вітчизняного (українського) виробництва, споряджені гумовими чи аналогічними за своїми властивостями метальними снарядами несмертельної дії.
Перший зразок травматичної зброї українського виробництва — револьвер РКС-5 «Ринг» був розроблений наприкінці 1990-х років і поступив на озброєння окремих категорій співробітників СМВЧМ (спеціальних моторизованих військових частин української міліції). В подальшому, були розроблені інші зразки травматичної зброї: Форт-12Р, ПСМ-Р та ін.
Відповідно до наказу МВС України № 379 від 13 червня 2000 року, право на придбання травматичної зброї отримали окремі категорії населення: судді, співробітники правоохоронних органів та їх близькі родичі, журналісти (зокрема позаштатні), депутати, військовослужбовці, державні службовці, які мають категорії і ранги, а також члени громадських формувань з охорони громадського порядку.
18 жовтня 2012 набрав чинності закон «Про охоронну діяльність», який дозволив працівникам приватних охоронних фірм використовувати травматичну зброю та спецзасоби.
Порядок виготовлення, придбання, зберігання, обліку, перевезення та використання вогнепальної зброї в Україні регулюється наказом МВС № 622 від 21 серпня 1998 року. Окрім звичайної гладкоствольної (рушниці) та нарізної зброї (карабіни та гвинтівки), цей наказ стосується і «пристроїв вітчизняного виробництва для відстрілу патронів, споряджених гумовими чи аналогічними за своїми властивостями метальними снарядами несмертельної дії».

### Виробництво
Низкою підприємств України налагоджено випуск таких моделей травматичної зброї:
- НВО «Форт»: Форт-9Р, Форт-10Р, Форт-12Р, Форт-12РМ, Форт-14Р, Форт-17Р, Форт-18Р.
- Шмайсер: AE10g, AE790g, AE15g, AE820g, AE38.
- ООО Мисливська зброя: ПМР.45 RUBBER, ПМР у, ПМР т, ПСМ-Р.
- ООО Ерма-Інтер: Ерма-55Р, Ерма-459Р, Ерма-490Р, Ерма-38р, Гранд-С27, Т9.
- ТОВ «Латек»: Сафарі 820 G., Safari MINI, Safari GP-910, Safari TF
- ООО Беркут: Беркут-Смерч, Беркут-Сталкер.